# معجزه (ترانه سلین دیون، ۲۰۰۴)
« معجزه» تک‌آهنگی از هنرمند اهل کانادا سلین دیون است که در ۱۱ اکتبر ۲۰۰۴ منتشر شد.